# التاثير الرئيسي
في تصميم التجارب وتحليل التباين، يكون التأثير الرئيسي هو تأثير المتغير المستقل على متغير تابع يعتمد على متوسط مستويات أي متغيرات مستقلة أخرى. يستخدم هذا المصطلح بشكل متكرر في سياق التصاميم العقدية ونماذج الانحدار للتمييز بين التأثيرات الرئيسية من تأثيرات التفاعل.
بالنسبة إلى تصميم العوامل ، في إطار تحليل التباين، فإن اختبار التأثير الرئيسي سيختبر الفرضيات المتوقعة مثل H0، الفرضية الصفرية. سيختبر تشغيل فرضية للتأثير الرئيسي ما إذا كان هناك دليل على تأثير العلاجات المختلفة. ومع ذلك ، فإن اختبار التأثير الرئيسي هو غير محدد ولن يسمح بتوطين مقارنات متوسطات بسيطة بين الأزواج (تأثيرات بسيطة). من المؤكد أن اختبار التأثير الرئيسي سينظر في ما إذا كان هناك شيء عام يتعلق بعامل معين يحدث فرقاً. بمعنى آخر ، اختبار اختبار الاختلافات بين مستويات عامل واحد (متوسط على عامل و / أو عوامل أخرى). الآثار الرئيسية هي في الأساس التأثير الكلي للعامل.